# پیربداق پسر جهانشاه
ابوالفتح پیربُداق که به نام پیربداق یا پیربوداغ نیز مشهور است، پسر جهانشاه قراقویونلو و حاکم شیراز (۱۴۵۶–۱۴۶۰) و بغداد (۱۴۶۰–۶۶) بود. وی بر پدر خویش عصیان کرد و موفق به فتح قلعه بغداد شد، اما در سال ۸۷۰ هجری قمری به دست برادر خود محمدی کشته شد. او به خاطر ایجاد کتابخانه‌ای از بهترین نسخه‌های خطی، حمایتش از هنر، تبدیل بغداد به عنوان مرکز مهم هنر و تقویت مجدد نویسندگی کتاب مورد توجه است. از او به عنوان بزرگترین ترکمن حامی هنر یاد شده‌است.
پس از رسیدن خبر مرگ تیمور، قرایوسف به آذربایجان آمد و در جمادی‌الاول سال ۸۰۹ هـ. ق میرزا ابوبکر نوه تیمور را در حوالی نخجوان شکست داد و تبریز را از او بگرفت و پس از کشتن میرانشاه در ۸۱۰ بر آذربایجان مستولی گشت و پسر خود پیربداق را اسماً به سلطنت برداشته به نام او کشورگشایی می‌کرد.